# КОПЭ
КОПЭ («компоно́вочные (также: катало́жные) объёмно-планиро́вочные элеме́нты») — серия многосекционных панельных домов, разработанная проектным институтом «Моспроект» и строившаяся с 1981 по 2017 год.

## История

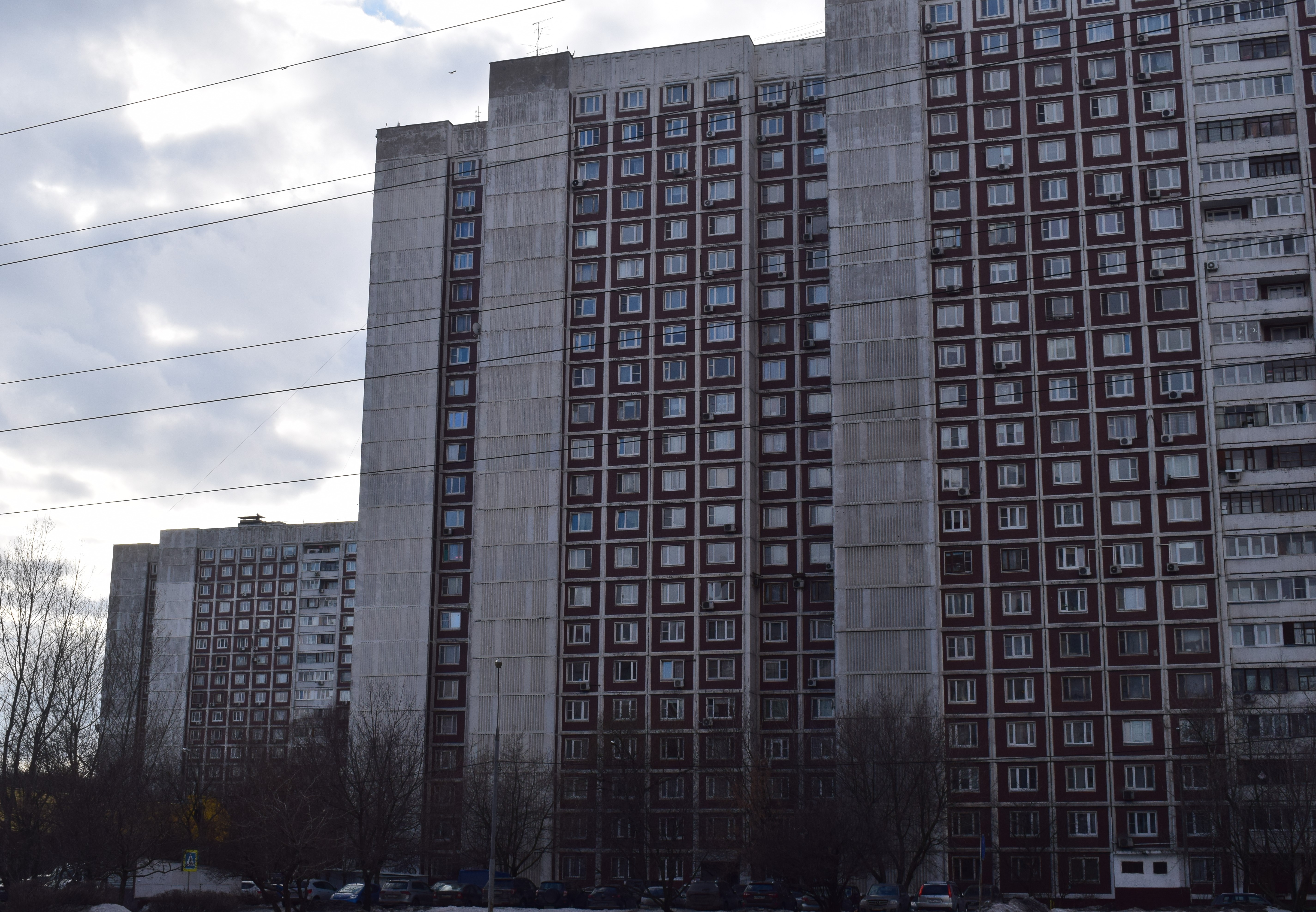
Жилой комплекс «Воронцово» в 2019 году

Серия была спроектирована в начале 1980-х годов архитекторами М. Былинкиным и А. Рочеговым. Предполагалось, что дома серии внесут разнообразие в жилой фонд уже существующих районов, а также займут пространства в промежутке между типовой жилой застройкой и охраняемыми архитектурными объектами. Её производство началось в 1980 году на Очаковском железобетонном заводе, а первые строения из КОПЭ были сооружены в 1982 году на улице Архитектора Власова в Москве. Тогда из них был сформирован жилой комплекс «Воронцово» площадью 17 гектар с корпусами переменной этажности (от 18 до 22 этажей), рассчитанный на 10 тысяч человек. Впоследствии серия получила семь модификаций. В 2017 году на Ельнинской улице было начато возведение последнего представителя серии, на смену ей была выбрана[кем?] линейка панельных домов ПИК-1[значимость факта?].

## Описание
Название серии «КОПЭ» означает каталожные «компоновочные объемно-планировочные элементы», из которых и возводилось само здание. На тот момент такой подход формирования жилых блок-секций из готовых объёмных планировочных элементов был совершенно новым, что позволило предусмотреть большое разнообразие вариантов планировок квартир. При этом, каждый отдельный набор объемно планировочных элементов объединялся в компоновочные типовые жилые секции (сокр. КТЖС), которые, по сути, представляют собой индивидуальный по архитектуре проект.
Во всех панельных домах серии КОПЭ комнаты в квартирах изолированные.
В Москве в большом объёме дома серии КОПЭ были построены в Северном Бутове, Конькове, Ясеневе, районах Бибирево, Обручевский, Кунцево, Фили, Строгино, Митино, Тушино, Алтуфьево, Отрадное, Останкино, Люберецкие Поля, Марьино, Братеево, Орехово-Борисово, Москворечье-Сабурово, Центральное, Южное Чертаново, Новопеределкино, Гольяново.
По Московской области панельные дома этой серии строились в Люберцах, Подольске, Воскресенске и Голицыне. По России строительство данной серии велось в Волгограде, Норильске, Ростове-на-Дону, Самаре и Челябинске.
К главным достоинствам серии помимо большой для советской застройки площади комнат и квартир относится повышенная теплоизоляция наружных трёхслойных навесных панелей. К недостаткам серии, как и в любом панельном доме, можно отнести ограниченные возможности перепланировки ввиду большого наличия несущих стен, а также довольно низкая звукоизоляция межквартирных стен.

## Модификации
Модификации КОПЭ делятся на три поколения. Первое формируют дома 1980-х годов постройки, для которых характерна простота и гладкость фасадов. Во втором поколении, возведённом в 1990-е годы, структура фасада была разбавлена балконами и лоджиями. Начиная с 2000-х годов воздвигалось последнее поколение, постройки которого получили цветное оформление и суженные швы между панелями.

## Основные характеристики
| Планировочное решение      | Панельные дома из компоновочных объемно-планировочных элементов КОПЭ рядовых и поворотных секций с 1,2,3,4-х комнатными квартирами                                                                                                  |
| Этажность домов серии КОПЭ | 12, 18, 22, 25 этажа. Имеются нестандартные этажности. В посёлке Птичное на улице Центральной находится 4-х этажный КОПЭ-85 |
| Высота жилых помещений     | 2,64 м |
| Технические помещения      | Техподполье и чердак для размещения инженерных коммуникаций |
| Лифты                      | Два пассажирских грузоподъемностью 400 (320) кг, и один грузопассажирский грузоподъемностью 630 (500) кг |
| Конструктивные решения     | Стеновая система с продольными и поперечными несущими стенами |
| Наружные стены             | Трёхслойные навесные панели с эффективным утеплителем, толщина стен 300 мм, чаще всего облицованы мелкодисперсной фасадной плиткой                                                                                                  |
| Внутренние несущие стены   | Железобетонные, толщиной 140, 180, 220 мм |
| Перегородки                | Гипсобетонные, толщиной 80 мм |
| Перекрытия                 | Железобетонные панели, толщиной 140мм |
| Балконы                    | Во всех квартирах (с 1986 г.). В ранней модификации КОПЭ-80 (строилась с 1982 по 1985 гг.) однокомнатные и некоторые двухкомнатные квартиры были без балконов. С 2002 года (модификация КОПЭ-2000) балконы остекляются застройщиком |
| Перспектива сноса          | Дома серии КОПЭ сносу не подлежат |
| Санузлы                    | Раздельные во всех квартирах. Ванны: стандартные, длиной 170 см |
| Лестницы                   | Незадымляемые, с выходами на противопожарный общий балкон |
| Вентиляция                 | Естественная вытяжная через вентиляционные блоки в сантехкабине и в кухне |
| Мусоропровод               | С загрузочными клапанами на каждом этаже |
| Тип кровли                 | Плоская с рулонным покрытием и внутренним водостоком |

Наружные стены — железобетонные навесные трехслойные панели (бетон — утеплитель — бетон) общей толщиной 30 см. Межквартирные и межкомнатные несущие стены — сборные железобетонные панели толщиной 14, 18 и 22 см. Перегородки выполнены из гипсобетонных прокатных панелей толщиной 8 см. Перекрытия — крупноразмерные (на комнату) железобетонные плиты толщиной 14 см.
Несущие стены — все межквартирные и большинство межкомнатных. К достоинствам данной серии принадлежит большой запас несущих конструкций по прочности и устойчивости. Доказательством этому послужил взрыв газового баллона на 11-м этаже 22-этажной секции в доме на ул. Академика Королева. Несмотря на большую мощность взрыва, несущие конструкции здания устояли, а разрушились лишь наружные ненесущие навесные трёхслойные панели. Так что весь ремонт после такого ужасного происшествия заключался лишь в их замене и незначительном укреплении несущих стеновых панелей металлокаркасом. В других типовых сериях данная катастрофическая ситуация привела бы к куда худшим последствиям.
Облицовка наружных стен серии выполнялась мелкой квадратной плиткой (ранние модификации КОПЭ-80, КОПЭ-85) или крупной прямоугольной плиткой (КОПЭ-2000). Глухие торцы и балконы при этом не облицовывались.
В серии КОПЭ-2000 предусмотрены отопительные приборы с регуляторами температуры, медная электропроводка, автоматическая система дымоудаления, окна комплектовались пластиковыми окнами из профиля производства компании КВЕ (Германия) со стеклопакетами.

## Площади квартир
| Комнатность          | Общая, м² | Жилая, м² | Кухня, м² |
| -------------------- | --------- | --------- | --------- |
| 1-комнатная квартира | 38—39     | 17—20     | 10—10,4   |
| 2-комнатная квартира | 55—62     | 32—38     | 10—10,5   |
| 3-комнатная квартира | 75—82     | 43—54     | 10—13     |
| 4-комнатная квартира | 100—102   | 65—70     | 10,3—19   |
| 5-комнатная квартира | 99—124    | 64—72     | 11—12     |
| 6-комнатная квартира | 131—133   | 97        | 19        |

## Фотоматериалы

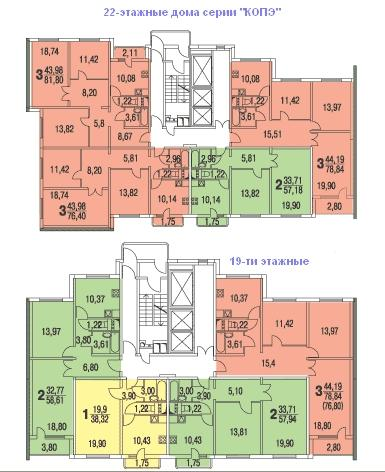
Типовые планировки квартиры в здании серии КОПЭ

## Примечание
1. ↑  КОПЭ. Дата обращения: 3 марта 2017. Архивировано 4 марта 2017 года.
2. ↑  Из истории панельного строительства в СССР и РФ. Справка. РИА Новости (7 апреля 2008). Дата обращения: 25 февраля 2019. Архивировано 25 февраля 2019 года.
3. ↑  Жилые комплексы Москвы 70-х годов // Архитектура Москвы. XX век. / А. В. Иконников. — М.: Московский рабочий, 1984. — 222 с.
4. 1 2  «Старая» индустриальная серия КОПЭ уходит из Москвы. archsovet.msk.ru (30 сентября 2015). Дата обращения: 26 февраля 2019. Архивировано 17 августа 2018 года.
5. ↑  Т. Г. Маклакова, С. М. Нанасова. Конструкции гражданских зданий. — М.: АВС, 2000.
6. ↑  В феврале 1985 года в Норильске началась разметка жилого района Оганер